# أوستورخيو سانشيز
أوستورخيو سانشيز (بالإسبانية: Eustorgio Sánchez) هو لاعب كرة قدم ومدرب كرة قدم فنزويلي في مركز حراسة المرمى، ولد في 23 يناير 1959. لعب مع ديبورتيفو ميراندا.

## وصلات خارجية
- أوستورخيو سانشيز على موقع أوليمبيديا (الإنجليزية)